# Les bergers au tombeau d'Amyntas
Els pastors a la tomba d'Amintes (Les bergers au tombeau d'Amyntas en francès) és una obra de Guérin (1805) exposada al Louvre. Aquesta obra es refereix a una antiguitat bucòlica i és similar als pastors d'Arcàdia Poussin (Louvre). El subjecte pren nous paisatges idil·lics de Gessner, col·lecció pastoral de Virgili i Teòcrit.